# Herz-Jesu-Kirche (Schifferstadt)

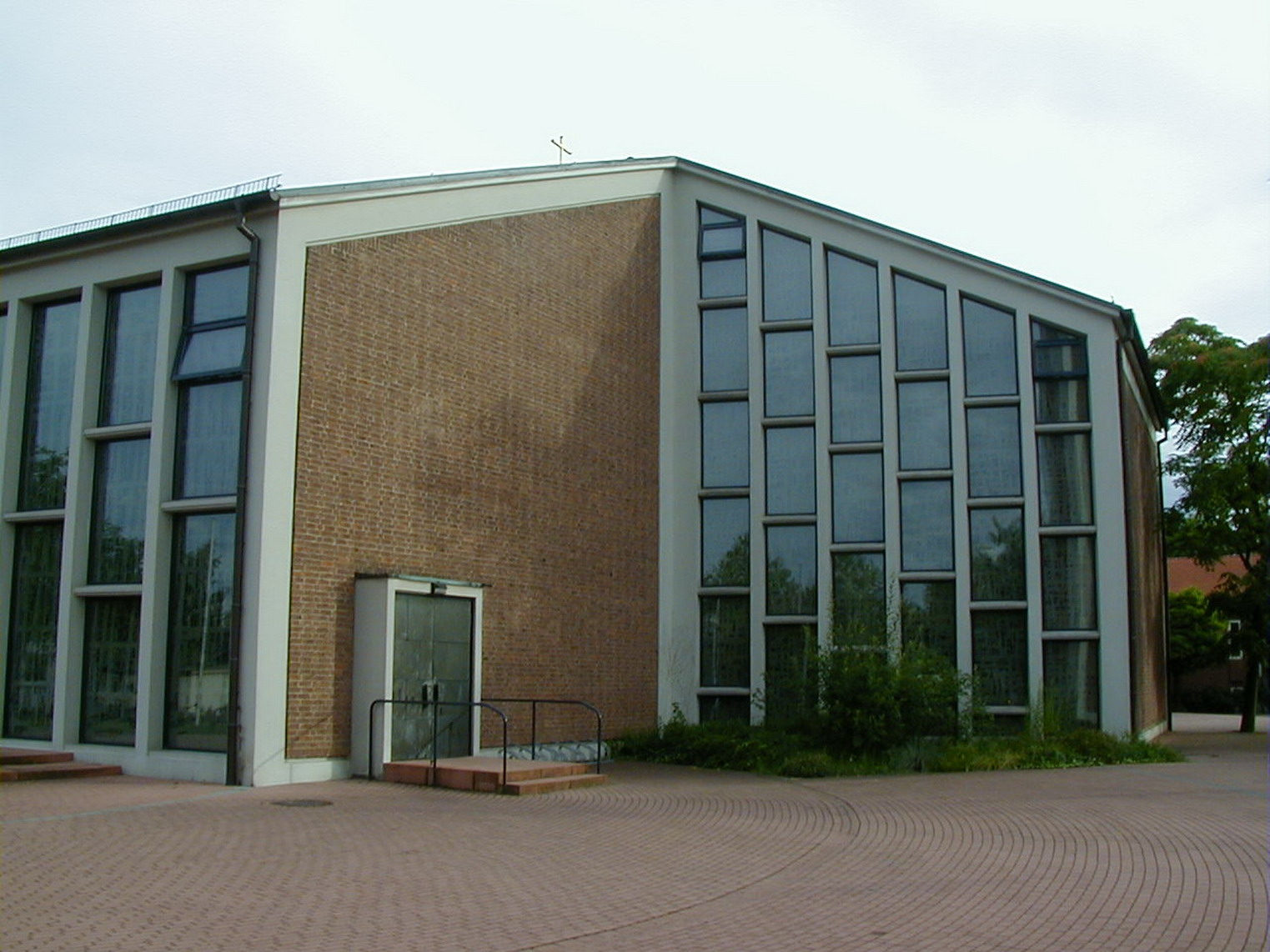
Glasfassade Orgelschiff

Die katholische Pfarrkirche Herz Jesu ist die kleinste und jüngste Kirche der römisch-katholischen Gemeinden in Schifferstadt. Die Kirchenstiftung wurde am 28. Februar 1955 durch den Pfarrer von St. Jakobus, Josef Schwartz, gegründet. Am 21. Februar 1960 erfolgte der „Erste Spatenstich“, an Palmsonntag, den 10. April 1960 die Grundsteinlegung. Am 22. Oktober 1961 konsekrierte Isidor Markus Emanuel, Bischof von Speyer den Kirchenneubau.

## Bedeutung und Architektur
Zum Zeitpunkt der Planung der Kirche war bereits eine Liturgische Bewegung zu spüren, die einige Jahre später als Liturgiereform aus dem zweiten Vatikanischen Konzil hervorging. Die modernen Möglichkeiten der Baukonstruktion machten es möglich, den Wünschen dieser Bewegung zu entgegnen. Im Falle der Herz Jesu-Kirche kam man wieder auf die Kreuzform zurück, in deren Mittelpunkt der massive Altarblock auf einem „Stufenberg“ steht, umgeben von der Kommunionbank. Diese Anordnung machte es möglich an beiden Seiten des Altares zu zelebrieren. Als Feierstätte des hl. Messopfers steht der Altar dennoch in der Mitte der Gemeinde und ist von allen Seiten einzusehen.
Bei der Konzeption der Kirche mögen die Gottesdienste in der Vierung des Kaiserdomes zu Speyer während der Restaurationszeit auf den Architekten gewirkt haben, auch in der Herz Jesu-Kirche gibt es Vierungspfeiler wie im Dom. Aus Stahlbeton gegossen tragen sie nicht eine Kuppel, sondern die über vier Kreuzarme geschleppte Dachdecke, die zusammen mit den gemauerten Wänden ein „festes Zelt Gottes“ bilden. Die Rippen dieser „Koenendecke“ sind sichtbar und bilden, sauber in Sichtbeton gegossen, nicht nur eine erwünschte Gliederung der Untersicht, sondern haben auch eine akustisch günstige Wirkung.
Die nordöstlichen Fassaden sind nicht gemauert, sondern aus farbigen Beton-Guss-Glas, welche das Tageslicht in verschiedenen Farben den Kirchraum durchfluten lassen. Die Orgel- und Sakristeiseite sind in Weiß- und Blautönen gehalten; die Glasfassade des Mittelschiffes in leuchtenden Rot- und Gelbtönen. Hinter dem Altar findet sich eine Tauf- und Beichtkapelle mit einer Fensterwand aus gelb und rot leuchtendem Betonglas. Alle Betonglaselemente sind nach einem Entwurf des Kunstmalers Quiente angefertigt.
Der Sängerchor sollte ursprünglich auf einem Podium im nördlichen Kreuzarm (auch Schiff genannt) untergebracht werden. Um die Sitzplatzzahl im Schiff nicht zu verringern, wurde eine Empore für den Chor eingebaut. Diese musste später für den Orgelneubau umgestaltet werden.
Die äußere Form der Kirche lässt klar eine Zelt- und Kreuzform erkennen. Im Stil der 1960er-Jahre sind die verwendeten Baustoffe deutlich sichtbar. Die Konstruktion besteht aus Stahl-Sichtbeton, die Wände sind mit Kalksandstein gemauert und außenseitig mit niederrheinischen Handstrichklinkern verkleidet. Die Dachhaut über der Stahlbetondecke ist mit betumierten Korkplatten isoliert und mit Alcufol eingedeckt. Die Dacheindeckung musste bereits von Juni bis Oktober 1973 erneuert werden.
Im Inneren wurde für den Fußboden Marmor-Mosaikplatten verwendet, für den Boden unter den Bänken Cellophalt. Der Altar und das Taufbecken ist aus römischen Travertin gefertigt. Anstelle der ursprünglich vorgesehenen Warmluftheizung ist in der Kirche eine elektrische Strahlungsheizung „System Umbratherm“ eingebaut worden. Sakristei und Jugendräume werden mit Gas geheizt.

## Geschichte

### Gelöbnis zum Kirchenbau
Bei den ständigen schweren Bombenangriffen des Jahres 1944 gelobte der damalige Pfarrer von St. Jakobus, Peter Maria Weihmann, am 8. Dezember 1944, wenn Schifferstadt von großen Kriegsschäden verschont bliebe, baue er eine Kirche zum Heiligsten Herzen Jesu. Gerade durch die letzten Kriegstage wurde deutlich, dass die Gefahr der Zerstörung sehr hoch war. Auch Schifferstadt war bedroht, da die SS einen Sperrriegel zwischen Schifferstadt und Dannstadt errichtet hatte, um den Brückenkopf in Speyer zu verteidigen. In der Nacht zum Schmerzensfreitag zog sich die SS durch Schifferstadt nach Speyer zurück. Die weißen Flaggen wurden gehisst und noch in der Nacht wurden die US-amerikanischen Truppen über den Rückzug der SS verständigt. Dadurch blieb Schifferstadt von der Bombardierung am nächsten Tag verschont.

### Erwerb des Kirchenbauplatzes
Im Frühjahr 1949 beschäftigte sich Pfr. Weihmann mit der Frage des gelobten Kirchenbaues, nämlich mit dem Erwerb eines 6.130 Quadratmeter großen Bauplatzes. Das Projekt zerschlug sich jedoch und man hörte bis zum November 1954 nichts mehr davon. Mittlerweile war ein anderes, weiter südlich gelegenes Gelände an der Ecke „Waldseer Straße“ und „Sturmstraße“ als Bauplatz ausfindig gemacht worden, das durch seine zentrale Lage als Platz für eine Kirche sehr geeignet erschien. Am 3. November 1954 ersuchten die beiden Pfarrämter St. Jakobus und St. Laurentius in einem gemeinsamen Brief die Stadtverwaltung Schifferstadt um Überlassung eines entsprechenden Baugeländes mit einer Größe von 1.448 Quadratmetern. Die Kirche sollte in absehbarer Zeit nebst Pfarrhaus und Schwesternhaus mit Kindergarten gebaut werden. Der Stadtrat stellte am 17. Dezember 1954 den Antrag bis zur endgültigen Aufstellung eines Bebauungsplanes zurück. Gleichzeitig wurde der Kirchenverwaltung empfohlen, das Restgelände von den angrenzenden Eigentümern zu kaufen. Im Laufe des Jahres 1956 schlossen daraufhin fünf Grundbesitzer Kaufverträge mit der Kirchenverwaltung ab, über insgesamt 5.240 Quadratmeter im Wert von 31.440 DM. Die Gesamtfläche des Grundstückes betrug somit 6.688 Quadratmeter.
Unterdessen waren wieder zwei Jahre verstrichen. Die zuständige Regierungsbehörde in Neustadt a. d. Weinstraße verwarf als letzte Instanz den Platz an der Waldseer Straße als zu eng und nicht ausbaufähig für den Bedarf einer Kirche. Schließlich war auch der Bau einer Schule in kirchlicher Nachbarschaft vorgesehen. Die Stadtverwaltung kam der Kirchengemeinde entgegen. Der eingesetzte Städteplaner schlug zusammen mit Bürgermeister Adam Teutsch der Kirchenstiftung einen Bauplatz etwa 300 Meter weiter südlich an der Salierstraße vor. In den Verhandlungen zwischen Pfr. Wagner (mittlerweile Pfr. von St. Jakobus) und dem Stadtbaumeister Prising wurde am 23. März 1959 folgendes vereinbart:
Die Kirchenstiftung Herz Jesu Schifferstadt erhält von der Stadt 7.700 Quadratmeter Gelände an der Salierstraße. Durch Beschluss vom 17. März 1959 werden 5.000 Quadratmeter kostenlos überlassen. 2.700 Quadratmeter werden gegen 3.375 Quadratmeter kircheneigenes Gelände an der Waldseer Straße getauscht. Das Gelände an der Salierstraße war „baureif“, daher wurde ein Aufschlag von 25 Prozent vereinbart. Die Kirchenstiftung übertrug darauf 3.360 Quadratmeter des 1956 erworbenen Eigentums in der Waldseer Straße an die Stadt. Die verbleibenden 3.100 Quadratmeter verblieben bei der Kirchenstiftung. Der Stadtrat beschloss in seiner Sitzung am 28. April 1959 die Schenkung. Der neue Bauplatz hatte eine Gesamtgröße von 7.753 Quadratmeter und war von freiem Feld umgeben. Der Schenkungsvertrag zwischen der Stadt und der Kirchenverwaltung wurde am 25. September 1959 beschlossen. Am 20. Oktober 1959 wurden die Verträge vom bischöflichen Ordinariat genehmigt. Am 28. Oktober 1959 gab das Landratsamt Speyer seine Genehmigung. Damit war die Bauplatzfrage, die zehn Jahre lang Gegenstand vieler Gespräche und Verhandlungen war, endlich gelöst. Dem Beginn des Baues stand nichts im Wege.

### Finanzierung des Kirchenbaues
Neben dem Erwerb des Bauplatzes spielte die Frage der Finanzierung die größte und ausschlaggebende Rolle. Pfr. Schwartz, der Nachfolger von Pfr. Weihmann, und seit dem 1. November 1951 im Amt, konnte sich erst nach Abschluss der umfangreichen Innensanierung der St.-Jakobus-Kirche im Januar 1955 damit beschäftigen. Die große Spendenfreudigkeit während der Sanierung ihrer Kirche ermutigten ihn wohl, das Werk anzugehen und erneut an die Opferbereitschaft seiner Pfarrkinder zu appellieren. Am 28. Februar 1955 versammelten sich auf Einladung der beiden Pfarrherren 43 Männer der Pfarreien St. Jakobus und St. Laurentius in der Wirtschaft „Zum Deutschen Haus“ um den Kirchenbauverein zu gründen. Schnell waren sich die Anwesenden über die Notwendigkeit und den Vereinsnamen einig: „Kirchenbau Herz Jesu Schifferstadt“. Für die erste Periode über zwei Jahre wurde Geistl. Rat L. Gouthier als Vorsitzender gewählt. Stellvertreter war der jeweilige Pfarrer der anderen Gemeinde.
Mit der Gründung des Kirchenbauvereines stand die ganze Finanzierungskonzeption auf solider rechtlicher Grundlage. Regelmäßig wurden Sammlungen bei den Bürgern der Stadt durchgeführt. Bis zum 25. September 1961 wurden die Gelder wie folgt angelegt:
| Herkunft des Geldes                | Betrag in DM |
| Sammelbeträge                      | 340.801      |
| Kollekten (Opfergänge)             | 78.226       |
| Freiwillige Spenden und Geschenke  | 6.599        |
| Zusammen                           | 425.626      |
| Zinsguthaben bis 31. Dezember 1960 | 27.187       |
| Insgesamt                          | 452.813      |

Diese Leistung der 12.500 Katholiken in Schifferstadt machte Eindruck bei der oberhirtlichen Behörde, sodass Bischof Isidor Markus Emanuel in einem Schreiben dem Klerus und den Gläubigen seinen Dank übermitteln ließ. Das Bischöfliche Ordinariat erteilte nach längeren Verhandlungen mit dem Kirchenbauverein und dem Pfarramt St. Jakobus am 12. Juni 1959 die Genehmigung zur Erstellung des Rohbaues. Die Verhandlungen über die Bewilligung eines höheren Zuschusses zogen sich zwei Jahre hin, führten jedoch zum Erfolg. Am 27. April 1960 beschloss das Bischöfliche Ordinariat, die Kosten für die Herstellung des Rohbaues der Herz Jesu-Kirche von 354.000 DM zu übernehmen.

## Bau der Kirche

### Vorbereitungen
Zum Ende des Jahres 1958 traten die Arbeiten zum Kirchenbau mit der Vorplanung in das entscheidende Stadium. Am 19. April 1958 wurde ein Bauausschuss gegründet. Dieser führte im Jahr 1958 mehrere Besichtigungs- und Informationsfahrten mit Diözesanoberbaurat Wilhelm Schulte durch. Der Ausschuss entschied sich für den Bau einer Zentralkirche, in der der Altar im Mittelpunkt der Kirche steht. Noch keine Einigkeit bestand darin, ob die Kirche einen runden oder viereckigen Grundriss haben sollte. Nach längeren Verhandlungen zwischen Bauausschuss und dem Bischöflichen Bauamt wurde am 10. Mai 1959 in der Sitzung des Kirchenbauausschusses der Vorschlag des Bischöflichen Bauamtes geprüft und einstimmig gut geheißen, die Grundform der Kirche ist eine Kreuzform.
Aufgrund dieser Entscheidung entwarf der mit der ganzen Kirchenbauplanung beauftragte und verantwortlich zeichnende Architekt Oberbaurat Wilhelm Schulte II. die weiteren Pläne, die von Diplom-Bauingenieur Wilhelm Forcht ausgearbeitet wurden. Am 23. November 1959 lagen die Pläne fertig vor. Am 10. Februar 1960 erhielten sie die baupolizeiliche Genehmigung. Die Kosten für den Kirchenbau wurden auf 585.000 DM, für den Turm (dieser wurde vorerst nicht gebaut) auf 70.000 DM veranschlagt. Auf die befristete Ausschreibung der Bauarbeiten vom 1. Dezember 1959 bis 18. Dezember 1959 anhand eines Leistungsverzeichnisses über die Erd-, Isolier-, Maurer, Entwässerungs-, Beton- und Stahlbetonarbeiten reichten sechs Unternehmen ihre Angebote ein, die sich zwischen 318.000 DM und 384.000 DM bewegten. Den Bauauftrag erhielt am 8. Januar 1960 die Firma Pirmin Netter aus Otterstadt, die mit 330.302 DM das zweitniedrigste Angebot eingereicht hatte. Sie begann sogleich mit den Arbeiten auf dem Baugelände. Abmessungen, Absteckungen des Grundrisses, Aufstellung der Baumaschinen, Absperrungen usw. erfolgten nun.

### Erster Spatenstich
Zur Feier des ersten Spatenstiches am Sonntag, 21. Februar 1960 versammelten sich Dekan Schütt, Pfr. Neumeier und Pfr. Wagner, Oberbaurat Schulter vom Bischöflichen Bauamt, Landrat Johann und Bürgermeister Adam Teutsch, nebst zahlreichen Gläubigen aus beiden Pfarreien am Bauplatz an der Salierstraße. In ihren Ansprachen würdigten die Herren die Opferbereitschaft der Gläubigen und der Stadt. An der durch ein schlichtes Holzkreuz bezeichneten Stelle, wo künftig der Altar der Kirche stehen sollte, vollzogen die Geistlichen den ersten Spatenstich. Ihnen folgten unter Gebet und Gesängen die Gläubigen an einer für das Fundament vorgesehenen Stelle. Am 29. Februar 1960 begannen die eigentlichen Bauarbeiten.

### Grundsteinlegung
Dank des günstigen Wetters konnte bereits am Palmsonntag, dem 10. April 1960, die Grundsteinlegung gefeiert werden. Auf dem festlich geschmückten Baugelände verlas Pfr. Wagner die Urkunde. Nach der Weihe des Grundsteines wurde die Urkunde in einer Messinghülle verwahrt, in den Grundstein gelegt und dieser eingemauert. Nach der Segnung der Fundamente endete die Feier.

### Richtfest
Rasch wuchsen in den Sommermonaten 1960 die Umfassungsmauern in die Höhe. Nachdem Ende Juli die Betondecke gegossen und die Dacheinschalung fertiggestellt war, wurde am 1. August 1960 das Richtfest gefeiert. Vom höchsten Punkt des Daches grüßte das mit einem Tannenkranz und mit gelb-weißen Bändern geschmückte Holzkreuz, das seinerzeit bei der Feier des ersten Spatenstiches inmitten des Kirchenplatzes stand. Zimmermann Knoll stieg auf das Dach und sprach nach alter Weise den Richtspruch. Nach der Feier stand das Innere der Kirche zur Besichtigung frei. Insgesamt 80 Tonnen Stahlgerüst stützten die rund 860 Tonnen schwere Betondecke.

### Vollendung des Baues
Vom Richtfest bis zur endgültigen Fertigstellung des Rohbaues dauerte es noch bis zum Dezember 1960. Besonders aufwändig war der Bau des Daches. Im Inneren wurden die Empore eingebaut, der Platz für den Altar und der Boden der Kirche vorbereitet und die Wände gestrichen. Lediglich die Dacheindeckung und die Spenglerarbeiten standen noch aus. Das Jahr 1961 blieb den Arbeiten im Inneren der Kirche vorbehalten. Im September 1961 waren die Arbeiten soweit beendet, dass der Termin für die Weihe der Kirche festgesetzt werden konnte: Sonntag, der 22. Oktober 1961.
Die Nebenräume über der Taufkapelle und der Sakristei wurden erst 1963 fertiggestellt. Die Eröffnung des Pfarrheimes fand am 1. Juli 1963 statt. Am 1. September 1963 wurde das Pfarrheim bezogen.

### Baukosten
Bis zum Oktober 1961 sind folgende Baukosten entstanden:
| Ausgaben für                                                                       | Betrag in DM |
| Kauf von fünf Grundstücken im ursprünglich für den Kirchenbau vorgesehenen Gelände | 37.000       |
| Erstellung des Rohbaus                                                             | 450.000      |
| Ausbau der Kirche                                                                  | 123.000      |
| Einrichtung (ohne Orgel)                                                           | 65.000       |
| Insgesamt                                                                          | 638.000      |

Der Zuschuss der Diözese betrug 354.000 DM, für die restlichen Ausgaben (284.000 DM) wurde das eigene Baukapital verwendet.
Von dem Überschuss werden die Außenarbeiten einschließlich der Einfriedung und die Kosten für den Bau des geplanten Pfarrhauses und des Kindergartens bestritten.
Danach bleiben noch der Bau des Turmes sowie die Anschaffung der Glocken und der Orgel offen. Das Schwesternhaus wurde zwar geplant, aber nie gebaut.

## Weihe der Kirche
Am 22. Oktober 1961 wurde der Kirchenneubau und alle Gegenstände, die zur Feier der hl. Messe benötigt werden, durch Bischof Isidor Markus Emanuel von Speyer geweiht. Am 11. März 1962 weihte Domkapitular J. Schwartz den Kreuzweg in der Kirche.

## Kunst in und an der Kirche
Kurz nach der Fertigstellung der Herz-Jesu-Kirche beschäftigte man sich mit der Beschaffung von Kunstwerken für die neue Kirche. Ebenso fehlte noch eine Orgel.

### Orgel

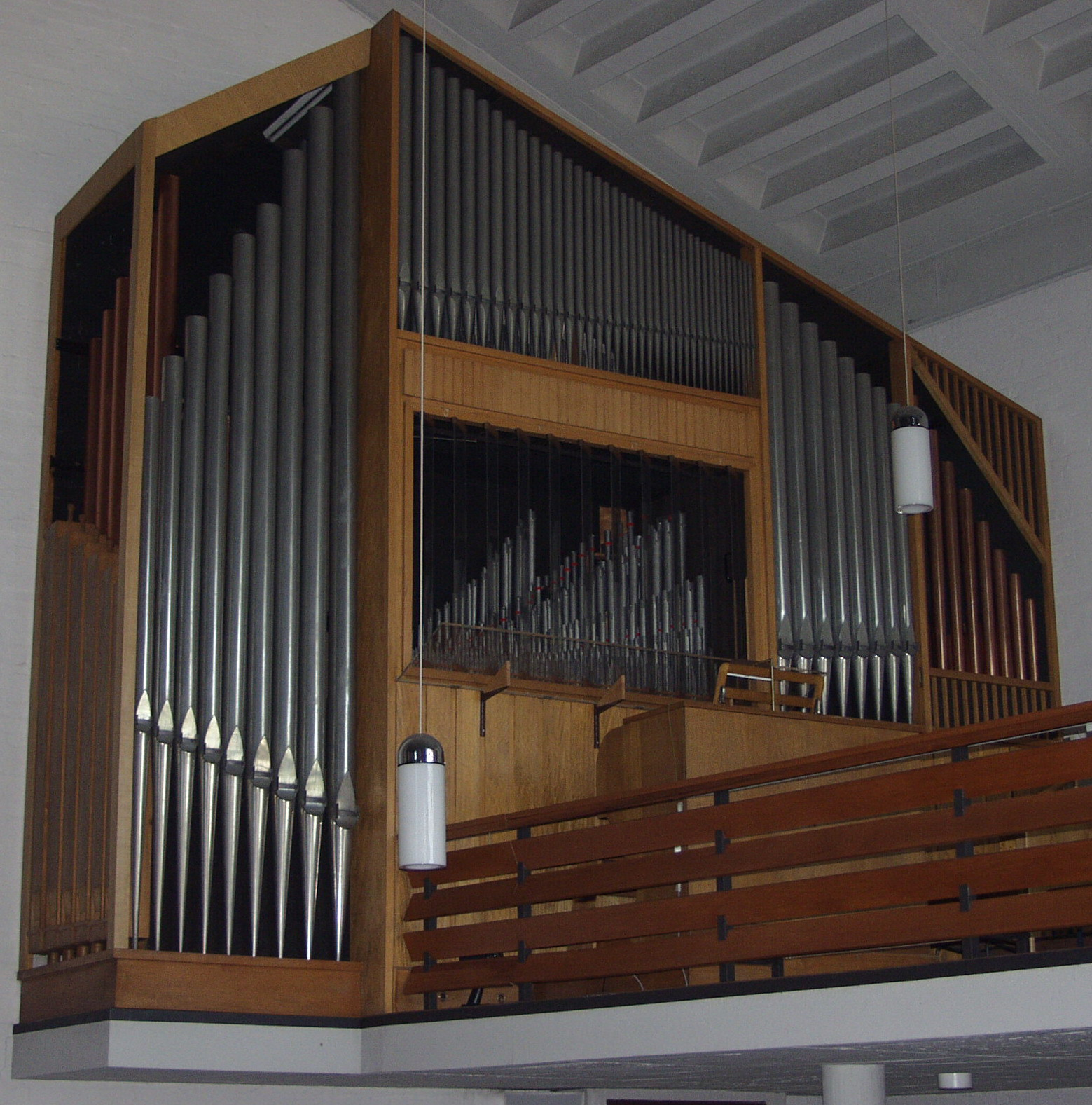
Aktueller Prospekt der Orgel

Durch die Liturgiereform des Zweiten Vatikanischen Konzils wurde die Orgel erneut in den Mittelpunkt der musikalischen Gemeindebegleitung gestellt. Die Empore war für Orgel und Chor zu klein dimensioniert und musste vor dem Neubau vergrößert werden. Nach fast zweijähriger Bauzeit wurde am 14. März 1964 die Orgel durch Domkapitular Josef Schwartz geweiht.
Das zweimanualige Instrument wurde von der Orgelbaumeisterei Hugo Wehr in Haßloch gebaut. Die Kosten für den Orgelneubau beliefen sich auf etwa 160.000 DM. Die Traktur ist für die Manuale mechanisch, für das Pedal elektrisch und für die Register bis 1990 elektro-pneumatisch. Als Windladensystem wurde eine Tonkanzellenlade gewählt. Das Instrument besitzt 25 Register und 1.812 klingende Pfeifen. Die Disposition erfolgte durch den damaligen Domorganisten des Bistums Speyer, Ludwig Doerr. Bereits nach kurzer Zeit wurde sie nachgebessert und die Zungenregister im Schwellwerk von 16’ auf 8’ bzw. von 8’ auf 4’ geändert.
Die Orgel wurde 1990 aufwändig überholt und die Registertraktur auf elektrischen Betrieb umgestellt. Bei einem erneuten Umbau wurde der Pedalturm in zwei Lokationen geteilt, um dadurch die Belüftung im Instrument zu verbessern. Rechts und links stehen die Pedaltürme, in der Mitte der Spieltisch, darüber das Schwellwerk (zweites Manual) und oben das Hauptwerk (erstes Manual).
| I Hauptwerk C–g3 |             |       |
| 1.               | Principal   | 8′    |
| 2.               | Bleigedackt | 8′    |
| 3.               | Oktave      | 4′    |
| 4.               | Rohrflöte   | 4′    |
| 5.               | Nasard      | 2 ⁄3′ |
| 6.               | Oktave      | 2′    |
| 7.               | Mixtur VI   | 1 ⁄3′ |
| 8.               | Trompete    | 8′    |

| II Schwellwerk C–g3 |                 |      |
| 9.                  | Holzgedackt     | 8′   |
| 10.                 | Salizional      | 8′   |
| 11.                 | Geigenprincipal | 4′   |
| 12.                 | Kleingedackt    | 4′   |
| 13.                 | Blockflöte      | 2′   |
| 14.                 | Sesquialter II  | 2′   |
| 15.                 | Oktävlein       | 1′   |
| 16.                 | Scharf IV       | 2⁄3′ |
| 17.                 | Dulzian         | 8′   |
| 18.                 | Oboe            | 4′   |
|                     | Tremulant       |      |

| Pedal C–f1 |               |     |
| 19.        | Subbaß        | 16′ |
| 20.        | Oktavbaß      | 8′  |
| 21.        | Gedacktbaß    | 8′  |
| 22.        | Choralbaß     | 4′  |
| 23.        | Baßflöte      | 2′  |
| 24.        | Hintersatz IV | 4′  |
| 25.        | Posaune       | 16′ |

- Koppeln: II/I, I/P, II/P
- Spielhilfen: 2 Freie Kombinationen, Freie Pedalkombination, Tutti, Zungen ab

### Altarkreuz
Am 15. April 1962 wurde das neue Altarkreuz geweiht. Die sechsteilige Plastik ist mit einem Messingband eingefasst und an der Kirchendecke in etwa 15 Metern Höhe befestigt. Das Kreuz hängt genau unter dem höchsten Punkt des Daches und bildet beim Betreten des Kirchenraumes den Blickfang. Es zeigt auf der Vorderseite den gekreuzigten Jesus Christus, die Wundmale sind mit roten Glassteinen dargestellt. Auf der Rückseite findet sich in der Vierung das „Lamm Gottes“ als zentrale Figur des Glaubens und an den Kreuzenden die Symbole der vier Evangelisten als Verkünder des Glaubens. In Form des Kreuzzeichens sind dies:

### Wandrelief
Hinter dem Altar zeigte sich bis 1977 eine große kahle Betonfläche. Lange wurde darüber diskutiert, wie diese geschmückt werden könne. Beim Kirchenbau wurden keine Betonplastiken mitgegossen, es war eine spätere Lösung ohne Zeitdruck geplant. Durch ein Relief am Kardinal-Wendel-Haus wurde Pfr. Josef Schößer auf den akademischen Bildhauer Peter Roman Heid aus Kaiserslautern aufmerksam. Nach einigen Vorschlägen fiel die Entscheidung für ein Relief in Aluminiumguss. Als Szene wurde ein österliches Herz Jesu-Bild gewählt. Es ist eine biblische Szene, in der der Apostel Thomas in der Begegnung mit dem auferstandenen Jesus Christus den Weg zum Glauben findet. Die Figuren wurden vom Künstler in Styropor ausgearbeitet und vor dem Guss rückwärts ausgehöhlt. Nach dem Guss wurden die Teile vom Künstler bearbeitet und poliert und zum Teil erst in der Kirche verschweißt. Die obere Bildgruppe ist über 5 Meter hoch. Die Bildscheibe hat einen Durchmesser von rund 2,50 Metern. Das Gewicht beträgt etwa 550 Kilogramm. Die untere Bildgruppe zeigt die Apostel bei der Findung ihres österlichen Glaubens. Der Gesamtpreis für die Bildwerke betrug etwa 45.000 DM. Am Sonntag, dem 4. September 1977 wurden die Wandbilder in einem Festgottesdienst geweiht.

### Madonnenstatue
Die Madonna ist im spätgotischen Stil gehalten und wurde um 1520 angefertigt. Sie wurde in der Schweiz ausfindig gemacht und im Allgäu aufwändig restauriert. Die Weihe der Statue erfolgte am 25. März 1962.

### Statue des hl. Apostel Paulus
Die Statue des hl. Apostel Paulus fand zu Allerheiligen 1980 den Weg in die Kirche. Die Statue wurde ebenfalls in der Schweiz erworben und in Lechbruck im Allgäu aufwändig restauriert. Als Datum der Entstehung wird die Zeit um 1700 angenommen.

### Statue des hl. Bernhard von Clairvaux
Wie der hl. Paulus fand auch die Statue des hl. Bernhard von Clairvaux ihren Weg über Lechbruck und die Schweiz den Weg in die Pfarrkirche Herz Jesu. Durch seine Predigt im Jahre 1146 vor dem Speyerer Dom gewann er Konrad III für die Teilnahme am Kreuzzug ins heilige Land. Die Statue entstand um 1780.

### Statue der hl. Katharina von Siena
Ebenfalls um 1780 entstand die Statue der hl. Katharina von Siena. Sie ist die letzte der drei Heiligen, die zu Allerheiligen 1980 den Weg in die Kirche fanden.

### Weitere Statuen
Neben den hier ausführlicher aufgeführten Statuen befinden sich noch in der Kirche:
- hl. Elisabeth
- hl. Antonius
- hl. Josef
- Johannes der Täufer
- Jesus von Nazareth

### Adolph-Kolping-Denkmal
Im Jahr 2004 wurde im Außengelände der Herz-Jesu-Kirche ein Denkmal für Adolph Kolping errichtet.

## Weitere Kirchengebäude
Schon bei der Bauplatzsuche und der Planung der Kirche wurden weitere Gebäude auf dem Gelände vorgesehen. Von der ursprünglichen Planung, neben der Kirche ein Pfarrhaus, einen Kirchturm, einen Kindergarten, ein Schwesternhaus und eine Schule zu bauen, wurden nicht alle Gebäude realisiert. Das Schwesternhaus und die Schule wurden verworfen. Ein großes Areal neben der Kirche wurde lange als „Acker“ verwendet.

### Pfarrhaus
Im August 1962 war Baubeginn für das Pfarrhaus. Im Erdgeschoss ist das Pfarrbüro untergebracht, durch eine Tür abgetrennt geht es zur Küche und anderen gemeinsam genutzten Räumen. Die privaten Räume befinden sich im 1. OG. Das Gebäude bot so Platz für einen Pfarrer, zwei Kapläne und eine Haushälterin. 1988 erfolgte die erste große Renovierung. Durch einen Umbau in den Jahren 2009 und 2010 wurde das 1. Obergeschoß zu einer kompletten privaten Wohnung umgebaut.

### Kirchturm und Glocken

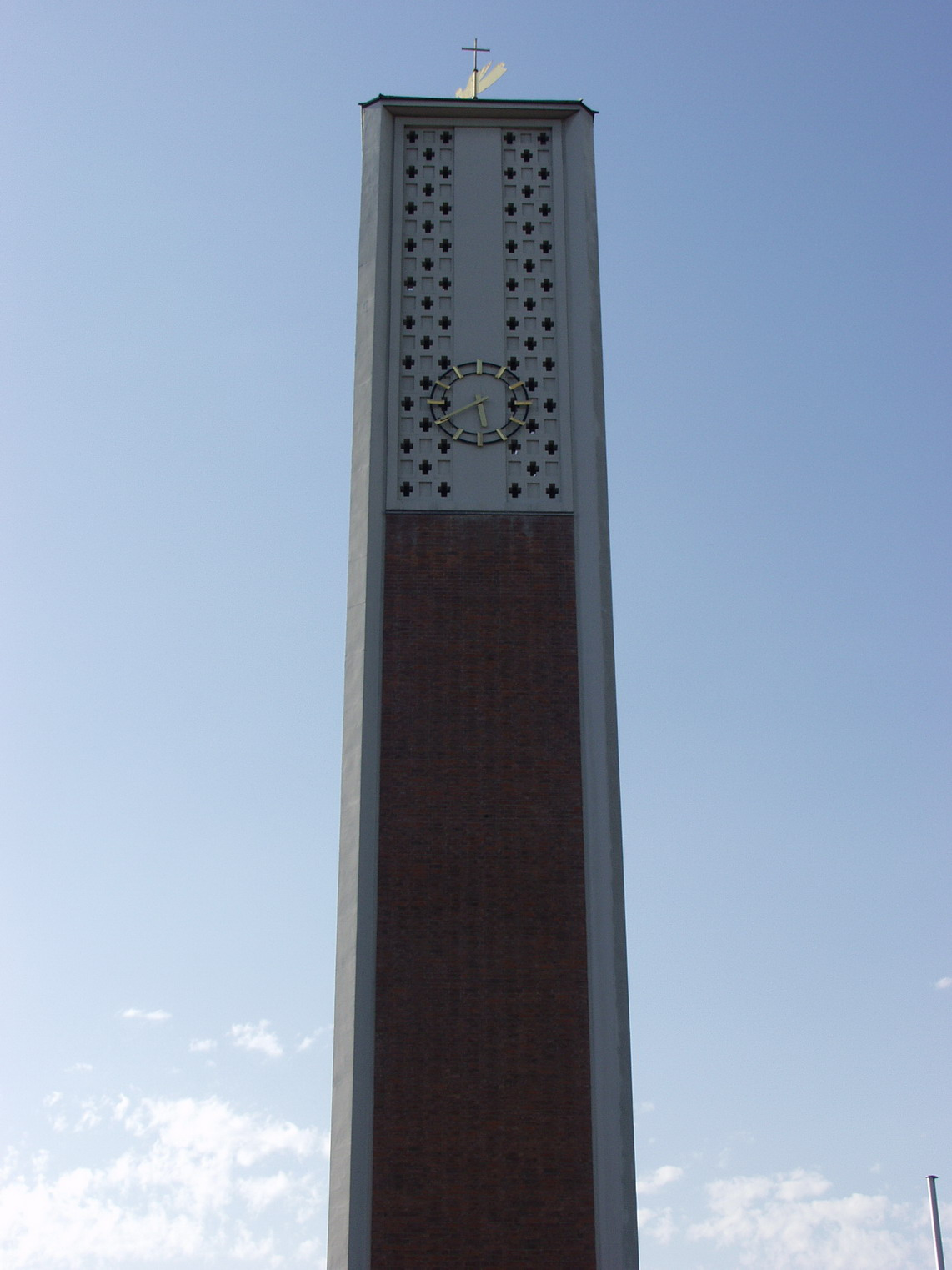
Kirchturm

Ebenfalls im August 1962 wurde mit dem Bau eines Kirchturmes begonnen. Ursprünglich war geplant, den 32 Meter hohen freistehenden Glockenturm an die Grundstücksseite gegenüber der Salierstraße zu stellen, davon wurde jedoch abgesehen und der Turm an der Straßenseite gebaut, wo er weithin den kirchlichen Platz markiert.
Der Kirchturm wurde im April 1963 fertiggestellt. Als Turmkrönung entschied sich die Gemeinde neben dem Turmkreuz auch für eine Engelsfigur mit Trompete. Turm und Kirche sind in derselben Bauweise entstanden. Zuerst wurde ein Tragegerippe aus Beton angefertigt und anschließend die Zwischenwände gemauert. Als Besonderheit beim Turm ist das obere Drittel an zwei Seiten durchgehend gemauert und mit Klinkersteinen verkleidet. An den anderen beiden Seiten wurde eine Stütze aus Beton gegossen und später mit Ziersteinen zugemauert. In dieser Höhe ist der Turm rundum mit Kreuzen verziert, diese dienen gleichzeitig auch als Schallöffnung für die Glockenstube.
Der Glockenstuhl ist nicht aus Stahl gefertigt. Damit die Glocken an ihren Platz gehängt werden konnten, wurde eine Seitenwand offen gelassen und erst später zugemauert.
Das aus 5 Bronzeglocken bestehende Geläut wurde von der Glockengießerei Friedrich Wilhelm Schilling aus Heidelberg gefertigt und von Domkapitular Bruno Thiebes am 3. Mai 1964 geweiht.
Durch die finanzielle Unterstützung der Frauengemeinschaft konnte 1972 eine Turmuhr mit Schlagwerk angeschafft werden. Der Uhrschlag erfolgt über die Glocken 3 und 2 im Wechsel für die Viertelstunden, die Glocke 1 die vollen Stunden. Zwischen 22 Uhr und 6 Uhr wird nicht geschlagen.
| Nr. | Name                 | Nominal | Gewicht in kg | Glockenspruch |
| 1   | Christ-Königs-Glocke | e'      | 1.200         | Laut, mit schweren Glockenschlägen ruf’ ich’s in die Welt hinaus: Soll euch winken Gottes Segen, Friede sin in Staat und Haus - Müßt für den ihr mutig zeugen, der des Weltalls Herrscher ist, und die Knie in Demut beugen vor dem König Jesus Christ! |
| 2   | Marienglocke         | g'      | 700           | Wollt zum König ihr gelangen, wendet euch mit frommem Sinn an Maria ohne Bangen, die des Himmels Königin. Mutter ist sie Evas Söhnen, Mutter der Barmherzigkeit hört auf meiner Stimme Tönen in den Nöten dieser Zeit!                                  |
| 3   | St. Michaelsglocke   | a'      | 500           | Eh’rne Stimme bin ich dessen, der den Satan einst besiegt, der die Treue nicht vergessen, der dem großen Gott nur dient. St. Michael will euch künden, was er einst bewiesen hat: Gottes Reich allein ist ewig, Dienet ihm mit Wort und Tat!            |
| 4   | St. Hildegardsglocke | c"      | 370           | Wisset die Wege, die führen zum Heil und zum Frieden! Christus ist sicherer Weg, ewige Wahrheit und Leben! St. Hildegard will euch Botschaft bringen, daß des Reiches Herrlichkeit: sich auf ewig nur erringen, die Christus zu folgen sind bereit.     |
| 5   | St. Pirminiusglocke  | d"      | 250           | Apostel war er einst, dem lieben Pfälzerland, der mach langen Wanderjahren hier seine letzte Ruhstatt fand. St. Pirminius will euch lehren, was er einst gepredigt hat: Gottes Ruhm soll euer Leben mehren! Er wird euch geben Kraft und Gnad.          |

### Kindergarten
Am 8. August 1965 wurde der Kindergarten nach knapp zweijähriger Bauzeit durch Domkapitular Bruno Thiebes geweiht. Der Kindergarten war für drei Gruppen ausgelegt. Im Jahr 1988 wurden umfangreiche Renovierungs- und Umbauarbeiten durchgeführt. Mit dem Umbau wurde der Kindergarten auf vier Gruppen erweitert, gleichzeitig wurden ein neuer Turnraum sowie ein Musikzimmer eingerichtet. Um der Anforderung einer Ganztagsbetreuung gerecht zu werden, wurde der Kindergarten in den Jahren 2012 und 2013 umfangreich saniert und umgebaut. Während des Umbaus wurde der Betrieb in das Pfarrheim verlegt.

### Neues Pfarrheim
Schnell hatte sich gezeigt, dass das Pfarrheim in den Räumen über der Taufkapelle zu klein war. Es fehlte eine Küche und die Lage im zweiten Stock war für gehbehinderte Menschen nicht geeignet. Nach langen Verhandlungen wurde beschlossen, die nicht genutzte Fläche neben der Kirche (diese war ursprünglich für das Schwesternhaus vorgesehen) mit einem neuen Pfarrheim sowie Gruppenräumen zu bebauen. Am 22. Juni 1986 feierte die Gemeinde den 1. Spatenstich. Der Grundstein wurde durch Pfarrer Josef Schößer am 28. November 1986 gelegt. Am 28. August 1987 wurde das Haus durch Domkapitular Sedelmeier geweiht.
Ebenso wie bei der Kirche fiel auch beim Pfarrheim die Wahl auf eine mit Klinkersteinen verkleidete Fassade. Dadurch zeigte sich das gesamte Areal (mit Ausnahme des Kindergartens) optisch in einem einheitlichen Stil. Das Pfarrheim ist rechtwinklig angelegt und bildet somit auch einen Abschluss zum Kirchhof. Der Teil des Pfarrheimes, welcher parallel zur Salierstrasse gebaut wurde, beherbergt den großen Pfarrsaal mit Bühne und Regieraum. In dem anderen Abschnitt sind die „Altenstube“, der kleine Pfarrsaal und ein Gruppenraum für die Kolpingsfamilie untergebracht. Der Ausschank und die Küche bilden eine Einheit. Im Keller befinden sich neben den Lager- und Vorratsräumen ein Gruppenraum. Mit dem Pfarrheim wurde das letzte Gebäude auf dem Areal der Herz Jesu-Kirche fertiggestellt.